# Gare d’Yerres
Gare d’Yerres vasútállomás és RER állomás Franciaországban, Yerres településen.

## Vasútvonalak
Az állomást az alábbi vasútvonalak érintik:
- Párizs–Marseille-vasútvonal

## Kapcsolódó állomások
A vasútállomáshoz az alábbi állomások vannak a legközelebb:
- Gare de Montgeron - Crosne (Gare de Creil, D RER-vonal)
- Gare de Brunoy (Gare de Melun, D RER-vonal)

## Lásd még
- Franciaország vasútállomásainak listája
- A RER állomásainak listája